# Чистопадовский сельский совет (Зборовский район)
Чистопадовский сельский совет (укр. Чистопадівська сільська рада) — входит в состав
Зборовского района
Тернопольской области
Украины.
Административный центр сельского совета находится в 
с. Чистопады.

## История
- 1991 — дата образования.

## Населённые пункты совета
- с. Чистопады